# Комон, Анна Номпар де
Анна Номпа́р де Комо́н, графиня де Бальби́ (фр. Anne Nompar de Caumont, comtesse de Balbi; 19 августа 1758 года, замок Ла Форс — 3 апреля 1842 года, Париж) — французская аристократка, бывшая одно время любовницей графа Прованского, будущего Людовика XVIII.

## Биография
Одна из четырёх дочерей маркиза де Комон ля Форс (Caumont La Force). В 17 лет вышла замуж за полковника, графа де Бальби. В том же году граф застал свою жену в объятиях одного из придворных, и, когда он покусился убить её и любовника, графиня объявила его сумасшедшим и добилась того, что над ним установили опеку.
Сделалась фрейлиной при дворе графини Прованской и вскоре приобрела массу поклонников, между которыми Людовик занял первое место. Тщеславная и расточительная, она вскоре растратила отцовское наследство и потребовала от Людовика назначения ей особого содержания. Между тем наступила революция, граф Прованский должен был бежать, и Бальби последовала за ним. Но скупость Людовика оттолкнули её от него, и когда двор оставил Кобленц, Бальби уехала в Голландию, где вскоре сделалась известной по скандальной связи с графом д’Аршамбо (Archambault).
Дождавшись за границей, когда её имя вычеркнули из списка эмигрантов, приговорённых к смерти, возвратилась во Францию уже во времена Консульства. Проживала одно время в Монтобане и только после низложения Наполеона приехала в Париж, думая возобновить старые связи с Людовиком XVIII. Долго ей не удавалось получить аудиенции, наконец, при помощи разных интриг она добилась её, но ожидания её не оправдались.
Умерла в 1842 году, похоронена на кладбище Пер-Лашез (участок 28).